# ЦСКА (хокейний клуб, Москва)
Хокейний клуб ЦСКА — хокейний клуб з м. Москви, Росія. Заснований у 1946 році. Виступає у чемпіонаті Континентальної хокейної ліги. Домашні ігри команда проводить у ЛСК ЦСКА ім. В. Боброва (5,600). Офіційні кольори клубу червоний і синій.
У вищій лізі — з 1946 (у 1946–1951 — ЦДКА, у 1952–1954 — ЦДСА, у 1955–1959 — ЦСК МО).

## Досягнення
- Чемпіон СРСР (32): 1947–48, 1948–49, 1949–50, 1954–55, 1955–56, 1957–58, 1958–59, 1959–60, 1960–61, 1962–63, 1963–64, 1964–65, 1965–66, 1967–68, 1969–70, 1970–71, 1971–72, 1972–73, 1974–75, 1976–77, 1977–78, 1978–79, 1979–80, 1980–81, 1981–82, 1982–83, 1983–84, 1984–85, 1985–86, 1986–87, 1987–88, 1988–89
- Володар Кубка СРСР (12): 1954, 1955, 1956, 1961, 1966, 1967, 1968, 1969, 1973, 1977, 1979, 1988
- Чемпіон Росії (4): 2014–15, 2018–19, 2019–20, 2021–22
- Володар Кубка Гагаріна (3): 2019, 2022, 2023
- Володар Кубка європейських чемпіонів (20): 1969, 1970, 1971, 1972, 1973, 1974, 1976, 1978, 1979, 1980, 1981, 1982, 1983, 1984, 1985, 1986, 1987, 1988, 1989, 1990
- Володар Кубка Шпенглера (1): 1991.

## Найсильніші гравці різних років
Воротарі: Григорій Мкртичан, Микола Пучков, Владислав Третяк
Захисники: Володимир Никаноров, Генріх Сидоренков, Микола Сологубов, Іван Трегубов, Дмитро Уколов, Володимир Брежнєв, Віктор Кузькін, Олег Зайцев, Едуард Іванов, Олександр Рагулін, Ігор Ромішевський, Володимир Лутченко, Олександр Гусєв, Геннадій Циганков, Сергій Бабінов, В'ячеслав Фетісов, Олексій Касатонов, Сергій Стариков, Ігор Стельнов
Нападники: Всеволод Бобров, Анатолій Тарасов, Євген Бабич, Олександр Комаров, Юрій Пантюхов, Олександр Черепанов, Віктор Шувалов, Веніамін Александров, Костянтин Локтєв, Олександр Альметов, Володимир Вікулов, Євген Мишаков, Віктор Полупанов, Анатолій Фірсов, Борис Михайлов, Володимир Петров, Валерій Харламов, Віктор Жлуктов, Володимир Крутов, Сергій Макаров, В'ячеслав Биков, Валерій Каменський, Ігор Ларіонов, Сергій Федоров, Андрій Хомутов, Олександр Могильний, Ладислав Кон

## Номери, виведені з обігу
- 2 — В'ячеслав Фетисов (1958), захисник
- 17 — Валерій Харламов (1948–1981), нападник
- 20 — Владислав Третяк (1952), воротар